# Albert Julius Sievert
Albert Julius Sievert (* 21. August 1835 in Pforzheim; † 25. November 1904 in Ladenburg) war ein evangelischer Pfarrer und Heimatforscher.

## Leben
Nach dem Besuch des Karlsruher Lyzeums studierte Sievert Theologie, Philosophie und Musikgeschichte in Tübingen, Berlin und Heidelberg.
Seine kirchliche Laufbahn begann er 1859 in Sinsheim. 1860–1862 war er Vikar in Heidelberg. Die nächsten sieben Jahre war Sievert als Pfarrverweser in Gemmingen tätig. Die nächste Station war Müllheim, wo er 1869 bis 1885 als Stadtpfarrer wirkte. In dieser Zeit betätigte er sich auch als Ortschronist und veröffentlichte 1886 die Geschichte der Stadt Müllheim im Markgräflerland. Seine letzte berufliche Station war Ladenburg. Hier war er von 1885 bis zu seinem Tod (1904) Stadtpfarrer. Im Jahr 1900 erschien seine zweite Chronik unter dem Titel Lopodunum-Ladenburg eine achtzehnhundertjährige Stadtgeschichte. Sievert war auch Mitarbeiter der Badischen Historischen Kommission, für die er das Amt des Archivpflegers zunächst im Amtsbezirk Müllheim und später in jenem von Weinheim wahrnahm. In dieser Funktion veröffentlichte er 1894 seinen Bericht Archivalien aus Orten des Amtsbezirks Müllheim.

## Schriften
- Geschichte der Stadt Müllheim im Markgräflerland : mit vielfacher Berücksichtigung der Umgegend, Müllheim/Baden : Schmidt, 1886
- Archivalien aus Orten des Amtsbezirks Müllheim. In: Zeitschrift für die Geschichte des Oberrheins Bd. 48 / NF 9 (1894) S. m52–m55 Internet Archive
- Lopodunum-Ladenburg 98 bis 1898 – eine achtzehnhundertjährige Stadtgeschichte zur Erinnerung an das Gedächtnisfest vom 16. Oktober 1898. Verlag von Wilhelm Jahraus, Karlsruhe 1900, urn:nbn:de:bsz:180-digad-3670.

## Ehrungen
In Müllheim ist das Sonderpädagogische Bildungs- und Beratungszentrum Müllheim und in Ladenburg eine Straße nach ihm benannt.